# 津嘉山正種
津嘉山 正種（つかやま まさね、1944年〈昭和19年〉2月6日 - ）は、日本の俳優、声優。青年座映画放送所属。妻はオペラ歌手の成田絵智子。

## 経歴
沖縄県那覇市出身。幼少時、沖縄戦でアメリカ軍が上陸後に設置した収容所に入れられた経験を持つ。沖縄県立那覇商業高等学校時代は演劇部に所属していた。琉球放送に勤務する傍ら、地元の劇団創造で活動し、上司の薦めで上京。1964年に劇団青年座に入団する。舞台の大道具などを作成する裏方を志望したが、劇団員募集時に裏方を募集しておらず俳優として入団した。当時青年座に所属する演出家が洋画のアテレコも演出も手掛け始め、「やってみるか」と声を掛かけられ、1970年頃から洋画や外国テレビドラマの吹替え、アニメーションなどの声優として活動を開始する。
1982年4月から、横内正の後任としてNHK-FMの深夜番組『クロスオーバーイレブン』でナレーターを担当。2001年3月の番組終了まで、番組最長の19年間担当した。
1988年4月30日にクモ膜下出血で倒れ、療養とリハビリを経て同年の舞台『テンペスト』で復帰した。
2005年7月1日に体調不良により、出演予定であった青年座の公演『夢・桃中軒牛右衛門の』の桃中軒牛右衛門役を降板、軽度の脳梗塞と判明した。2005年8月15日から8月19日までNHK-FMでオンエアされた特別番組『よみがえる伝説〜クロスオーバーイレブン2005』で復帰した。舞台への復帰は井上ひさし作の原爆告発劇『父と暮せば』。「語り継いでいかなければならない作品。僕は芝居でなく、語りでこの作品に挑戦し、語りを極めてみたい」と朗読劇を全国で続けている。通常の舞台も2006年5月の『殺陣師段平』から復帰している。
2006年1月1日に劇団青年座演技部から「座友」に移籍した。
2009年3月23日に3度目の脳卒中発作を起こし、出演予定の舞台を降板した。同年中にテレビドラマで復帰した。

## 家族
妻の成田絵智子(1937-、旧姓・坂本)は声楽家。1961年に東京芸術大学を卒業し、東京音楽大学教授、同大学院長、同大学長、同大理事を務めた。

## 人物
洋画の吹き替えではケビン・コスナー、ロバート・デ・ニーロ、リチャード・ギア、リーアム・ニーソン、ガブリエル・バーンなどが持ち役で、マイケル・ダグラス、ハリソン・フォード、エルヴィス・プレスリー、ジェフ・ブリッジス、エド・ハリス、ブルース・リーなども担当する。屋良有作、玄田哲章、大塚明夫と同様にアーノルド・シュワルツェネッガーとスティーブン・セガール両者も吹き替えている。
特に1990年から2000年代まで専属（フィックス）で担当したコスナーの吹き替えは同業者間で評価が高く、津嘉山に憧れて声優を目指した小山力也は、コスナーの日本における人気は津嘉山の吹き替えによる影響が大きかったのではないかと分析している。小原雅人も同じく津嘉山がコスナーを吹き替えた『ボディガード』を観たことが、声の役者をはじめるきっかけの一つになったと公言している。なお、津嘉山自身も2021年1月のザ・シネマの特集『月刊吹替声優 声優【津嘉山正種】×俳優【ケビン・コスナー】』にて、「ケビン・コスナーは私にとって、これからも当て続けていきたい俳優です」とコメントしている。
映画『男はつらいよ』シリーズではオープニングシーン（絵かき・サックス奏者などセリフのない役）に常連出演し、『男はつらいよ 寅次郎ハイビスカスの花』で本編に出演した。
趣味・特技はキャンプ、麻雀、映画鑑賞。テレビアニメ『闘牌伝説アカギ 〜闇に舞い降りた天才〜』のDVD特典用映像で出演者の萩原聖人らと鷲巣麻雀を打つ様子を撮影した際に、親倍をツモり上げて解説者に「物の怪のようなアガり」と評された。

## 出演（俳優）

### テレビドラマ
- マグマ大使 第9話「謎の空飛ぶ円盤」（1966年、フジテレビ） - 国立科学博物館天文所員・ニュースアナウンサー 役（2役）
- 大河ドラマ（NHK総合）
  - 竜馬がゆく（1968年） - 薩摩藩士 役
  - 国盗り物語（1973年） - 服部小平太 役　※クレジットは毛利新助
  - 山河燃ゆ（1984年） - 平井記者 役
  - 春日局（1989年） - 片桐且元 役
  - 琉球の風（1993年） - 浦添朝師 役
  - 八代将軍吉宗（1995年） - 荻生徂徠 役
  - 葵 徳川三代（2000年） - 石田正澄 役
  - 北条時宗（2001年） - 三浦泰村 役
  - 武蔵 MUSASHI（2003年） - 鐘巻自斎 役
  - 功名が辻（2006年） - 毛利輝元 役
  - 八重の桜（2013年） - 神保内蔵助 役
- 男たちの旅路 第2部 第3話「釧路まで」（1977年、NHK総合）
- Gメン'75（TBS）
  - 第307話「新・Gメンの罠は金髪ヌード死体」（1981年） - 竜崎警部
  - 第308話「新・Gメンの罠はヌード金髪死体 PART2」（1981年） - 宮野坂署署長
- ザ・サスペンス 虞美人草 まぼろしの愛に果てた紫の女!（1984年、TBS）
- ニュードキュメンタリードラマ昭和 松本清張事件にせまる 第19回「甘粕正彦の死」（1984年、テレビ朝日） - 甘粕正彦 役
- NHK新大型時代劇「宮本武蔵」（1986年、NHK総合） - 藤原泰衡 役
- 連続テレビ小説（NHK総合）
  - チョッちゃん（1987年） - 熊田剛造 役
  - ひまわり（1996年） - 本部長 役
  - 梅ちゃん先生 第16週（2012年7月16日 - ） - 早野新造 役
  - ちむどんどん 第15週（2022年7月18日 - ） - 嘉手刈源次 役
- 検事・若浦葉子 第11話「不同意墜胎、お腹の赤ちゃんが殺されていた」（1991年、日本テレビ）
- 火曜サスペンス劇場（日本テレビ）
  - 松本清張作家活動40年記念・たづたづし（1992年） - 江藤課長 役
  - 盲人探偵・松永礼太郎11「香水迷路」（1999年） - 久保圭一郎 役
  - 地方記者・立花陽介 16 「別府国東通信局」（2000年）
- あばれ八州御用旅第4シリーズ 第9話「おしめ十兵衛」（1994年、テレビ東京） - 田所屋十兵衛 役
- 系列II（1994年、NHK総合）
- 遠山金志郎美容室（1994年、日本テレビ） - 徳大寺重宗 役
- あばれ医者嵐山 第1話「酔いどれに恋女房」（1995年、テレビ東京） - 柏木洞石 役
- 雲霧仁左衛門（1995年、フジテレビ） - ナレーション、霞の七三 役
- 新・女検事・霞夕子4「輸血のゆくえ」（1995年、日本テレビ）
- 正義は勝つ（1995年、フジテレビ） - 高岡謙次郎 役
- 新春ワイド時代劇（テレビ東京）
  - 徳川剣豪伝 それからの武蔵（1996年） - ナレーション
  - 赤穂浪士（1999年） - ナレーション
  - 忠臣蔵〜決断の時（2003年） - 柳沢吉保 役
  - 国盗り物語（2005年） - ナレーション
  - 徳川風雲録 八代将軍吉宗（2008年） - ナレーション
- ロングバケーション（1996年、フジテレビ） - 小田島和久 役
- 土曜ワイド劇場（テレビ朝日）
  - 船長シリーズ8「高松-神戸 ジャンボフェリー 殺人海峡」（1996年） - 青田省司 役
  - 家政婦は見た!19 「エリートビジネスマン二つの顔の秘密」（2001年2月） - 中原省吾 役
  - 西村京太郎トラベルミステリー 41 「夜行列車の女」（2003年）
  - 棟居刑事の黙示録（2009年11月21日）
  - 私は代行屋! 晴子の事件推理（2012年8月18日、朝日放送） - 磯村茂則 役
  - 温泉 (秘) 大作戦12（2013年1月12日、朝日放送） - 松本功一 役
- 暴れん坊将軍（テレビ朝日）
  - 暴れん坊将軍VII 第17話「子連れ刺客」（1997年） - 鏑木十兵衛 役
  - 暴れん坊将軍 最終回スペシャル（2003年） - 堀田采女 役
- 踊る大捜査線（フジテレビ） - 池神静夫 役
  - 踊る大捜査線　歳末特別警戒スペシャル（1997年12月30日）
  - 踊る大捜査線　秋の犯罪撲滅スペシャル（1998年10月6日）
  - 踊る大捜査線 THE LAST TV サラリーマン刑事と最後の難事件（2012年9月1日）
- 名奉行 遠山の金さん - 脇坂玄之助 役
  - 遠山の金さんVS女ねずみ（1997年、テレビ朝日）
  - 金さんVS女ねずみ（1998年、テレビ朝日）
- 影武者徳川家康（1998年、テレビ朝日） - OPナレーション
- 織田信長 天下を取ったバカ（1998年、TBS） - 林通勝 役
- 変装の達人!!警部・鬼沢平吉のファイルE（1999年、TBS、月曜ドラマスペシャル） - 桜田浩史 役
- リップスティック（1999年、フジテレビ） - 早川丈志 役
- リング〜最終章〜（1999年、フジテレビ）
- 氷の世界（1999年） ‐ 高畑克己 役
- 隠密奉行朝比奈 第2シリーズ第7話「姫路城 吉原から来た側室」（1999年 / CX） - 島村忠左衛門
- 果つる底なき [2000年、フジテレビ金曜エンタテイメントドラマスペシャル） - 佐伯常務 役
- バブル（2001年、NHK総合 ドラマ家族模様） - 組長 役
- 救命病棟24時 第2シリーズ（2001年、フジテレビ） - 神宮恭一 役
- 犬笛（2002年、テレビ東京 女と愛とミステリー） - 黒沢哲也 役
- 真夜中は別の顔（2002年、NHK総合） - 市岡守 役
- 夏の日の恋〜Summer Time〜（2002年、NHK総合） - 相澤敬一郎 役
- ドレミソラ（2002年、MBSドラマ30） - 安西航太郎 役
- 真夜中の雨（2002年、TBS） - 小笠原彰 役
- 異端の夏（2003年） - 相田警視 役
- GOOD LUCK!!（2003年、TBS）第3話 - 夏川広樹 役
- 愛しき者へ（2003年、東海テレビ） - 佐伯泰三 役
- 笑顔の法則（2003年、TBS） - 小野田雅臣  役
- 人間の証明（2004年、フジテレビ） - 河西善行 役
- 新幹線をつくった男たち（2004年、テレビ東京） - 藤城忠 役
- ちょっと待って、神様（2004年、NHK総合） - 久留一夫 役
- 優しい時間(2005、フジテレビ)　- 病院の院長 役
- 逃亡者 おりん（2006年 - 2007年、テレビ東京） - ナレーション、無辺老師 役
- 麗わしき鬼（2007年4月 - 6月 東海テレビ） - 眉川鞆泰 役
- 陽炎の辻〜居眠り磐音 江戸双紙〜（2007年7月 - 10月、NHK総合） - 宍戸文六 役
- トップセールス（2008年5月、NHK総合） - 小峰 役
- 水戸黄門・第38部第20話『温泉芸者が結ぶ仲・修善寺』（2008年6月2日、TBS） - 六兵衛親方 役
- 松本清張生誕100年スペシャル・夜光の階段（2009年4月 - 6月、テレビ朝日） - ナレーション
- 金曜プレステージ 浅見光彦シリーズ「歌枕殺人事件」（2009年10月、フジテレビ） - 窪村孝義 役
- ギネ 産婦人科の女たち（2009年12月2日、日本テレビ） - 嶋病院長 役
- はぐれ刑事純情派 最終回スペシャル（2009年12月26日、テレビ朝日） - 益山孝次郎 役
- ドラマスペシャル 「樅ノ木は残った」（2010年2月20日、テレビ朝日） - ナレーション
- ブラッディ・マンデイ Season2（2010年1月 - 3月、TBS） - 教授 役
- 相棒 Season9 第1話「顔のない男」第2話「顔のない男〜贖罪」（2010年10月20日、27日、テレビ朝日） - 伏見享一良 役
- 2夜連続 松本清張スペシャル 球形の荒野（2010年11月26日・27日、フジテレビ） - 笹島 役
- ギルティ 悪魔と契約した女 第9話・最終話（2010年12月14日・21日、フジテレビ） - 三沢豪 役
- 月曜ゴールデン「税務調査官・窓際太郎の事件簿22」（2011年6月27日、TBS） - 栗原陽一 役
- 復興せよ! 後藤新平と大震災2400日の戦い（2012年1月22日、読売テレビ） - 後藤新平 役
- 運命の人 最終話（2012年3月18日、TBS） - 安仁屋猛 役
- 月曜ゴールデン「刑事夫婦」（2014年2月3日、TBS） - 田村直哉 役
- WOWOW ドラマW
  - 地の塩（2014年2月16日 - 3月9日） - 桧山栄二郎 役
  - 不発弾 〜ブラックマネーを操る男〜 - 相楽優一郎 役
  - 石つぶて 警視庁 二課刑事の残したもの（2017年11月5日 - 12月24日） - 溝口恭輔 役
  - トップリーグ（2018年6月10日 - 7月15日） - 相楽優一郎 役
  - ゴールドサンセット（2025年2月23日 - 3月30日） - 長島博史 役[23]
- MOZU Season1 〜百舌の叫ぶ夜〜第9話（2014年6月5日、TBS×WOWOW） - 大和田長官 役
- 24時間テレビスペシャルドラマ「はなちゃんのみそ汁」（2014年8月30日、日本テレビ）
- 金田一耕助VS明智小五郎ふたたび（2014年9月29日、フジテレビ） - 柳條清久 役
- 素敵な選TAXI 第8話（2014年12月2日、関西テレビ） - 佐山泰三 役
- テレビ東京開局50周年特別企画「永遠の0」（2015年2月11日・14日・15日、テレビ東京） - 伊藤寛次（現代） 役
- 無痛〜診える眼〜（2015年10月 - 12月）、フジテレビ） - 久留米実 役
- イマジカBS開局20周年記念ドラマ「いつも まぢかに」（2015年10月1日、イマジカBS） - 早瀬宗太郎 役
- ドクター調査班〜医療事故の闇を暴け〜 第7話（2016年6月3日、テレビ東京） - 鹿賀丸信一郎 役
- 水曜ミステリー9「検事・沢木正夫4 自首」（2016年9月14日、テレビ東京） - 津村圭一郎 役
- 社長室の冬（2017年） - ナレーション
- 刑事7人（テレビ朝日）
  - SEASON4 第9話（2018年9月5日） - 右川義雄 役
  - SEASON9 第3話（2023年6月21日） - 池添清太郎 役
- 集団左遷!!（2019年4月 - 6月、TBS） - 郷田成通 役
- 八つ墓村（2019年） - 長英 役
- 同期のサクラ（2019年10月9日 - 12月18日、日本テレビ） - 北野柊作 役
- 検事・佐方〜裁きを望む〜（2019年12月26日、テレビ朝日） - 郷古勝一郎 役
- ファーストラヴ（2020年2月22日、NHK BSプレミアム） - 院長・芝悟 役
- めざましドラマ「めぐる。」（2021年12月6日 - 12月17日、フジテレビ）[24]
- クロサギ 第2話（2022年10月28日、TBS） - 天野正二郎 役[25]
- ガラパゴス（2023年2月6、13日 NHK BSプレミアム BS特集ドラマ。同年11月4 - 25日 NHK総合 土曜ドラマ） - 仲野眞榮 役[26] [27]

### 映画
- 混血児リカ（1972年、東宝） - 沼田 役
- 男はつらいよシリーズ（松竹）
  - 男はつらいよ 寅次郎と殿様（1977年） - 江戸川岸のカメラマン 役
  - 男はつらいよ 寅次郎頑張れ!（1977年） - 江戸川岸のサックス奏者 役
  - 男はつらいよ 噂の寅次郎（1978年） - 江戸川岸の画家 役
  - 男はつらいよ 寅次郎わが道をゆく（1978年） - 縞シャツの男 役
  - 男はつらいよ 寅次郎春の夢(1979年)　- 江戸川のコーチ役
  - 男はつらいよ 寅次郎ハイビスカスの花（1980年） - 沖縄の病院の知念医師 役
  - 男はつらいよ 寅次郎かもめ歌（1980年） - 江戸川岸のボクサー 役
  - 男はつらいよ 浪花の恋の寅次郎（1981年） - 江戸川岸のサイクリングの男 役
  - 男はつらいよ 寅次郎あじさいの恋（1982年） - 蒲原 役
  - 男はつらいよ 寅次郎真実一路（1984年） - 証券会社部長 役
  - 男はつらいよ 寅次郎の告白（1991年） - 北野 役
- アウシュビッツ愛の奇跡－コルベ神父の生涯（1981年、近代映画協会） - マキシミリアノ・コルベ 役
- キネマの天地（1986年、松竹） - 川島澄江の恋人 役
- 寒椿（1992年、東映） - 山岡源八 役
- 現代仁侠伝（1997年、東映） - 高桑 役
- カメジロー〜沖縄の青春（1998年、シネマ沖縄） - 瀬長亀次郎・花卉農家 役（二役）
- 踊る大捜査線シリーズ（フジテレビ・東宝） - 池神静夫 役
  - 踊る大捜査線 THE MOVIE（1998年10月31日）
  - 容疑者 室井慎次（2005年）
  - 踊る大捜査線 THE MOVIE3 ヤツらを解放せよ!（2010年7月3日）
  - 踊る大捜査線 THE FINAL 新たなる希望（2012年）
- どら平太（2000年、日活・毎日放送・読売広告社） - 佐藤帯刀 役
- 陰陽師シリーズ（東宝） - ナレーション
  - 陰陽師（2001年）
  - 陰陽師II（2003年）
- 陽はまた昇る（2002年、東映） - 渡会信一 役
- シルク（2006年、CMCエンターテインメント）
- ゲゲゲの鬼太郎 千年呪い歌（2008年7月12日、松竹） - 閻魔大王 役（声の出演）
- 沈まぬ太陽（2009年、角川ヘラルド・ピクチャーズ） - 三成通夫 役
- かぞくのくに（2012年、スターサンズ） - 父 役
- 謝罪の王様（2013年、東宝） - マンタン王国の老国王 役
- 柘榴坂の仇討（2014年、松竹） - 本多昌衛門 役
- ちはやふる（2016年、東宝） - 綿谷始 役
- 海辺の生と死（2017年、フルモテルモ・スターサンズ） - トエの父 役
- 空飛ぶタイヤ（2018年、松竹） - ホープ銀行頭取 役
- Fukushima 50（2020年、松竹、角川） - 伊崎敬造 役
- あのこは貴族（2021年2月26日、東京テアトル / バンダイナムコアーツ）
- ニ十歳に還りたい。（2023年9月29日、日活） - 寺沢一徳（老年期） 役
- 海の沈黙（2024年11月22日、ハピネットファントム・スタジオ）[28]
- STEP OUT にーにーのニライカナイ（2025年3月14日、ギャガ）[29]
- 泡沫（2025年6月27日、A SUR）[30]

### 配信ドラマ
- サヨナラの恋（2010年10月 - 12月、BeeTV） - 新藤光蔵 役

### 舞台
- 三文オペラ（1973年、西武劇場/青年座　作：ベルトルト・ブレヒト　台本・演出：石澤秀二）
- 復讐者の悲劇（1975年、西武劇場/五月舎　作：シリル・ターナー　演出：木村光一）
- 天守物語（1977、1979、1981年、松竹　作：泉鏡花　演出：増見利清　主演：坂東玉三郎） - 小田原修理 役[31][32][33]
- NINAGAWA マクベス（1980、1985、1987年、東宝　作：ウィリアム・シェイクスピア　演出：蜷川幸雄）
- 欲望という名の電車（1983年、青年座　作：テネシー・ウィリアムズ　演出：石澤秀二）
- なぜか青春時代（1987年、パルコ　作：清水邦夫　演出：蜷川幸雄）
- 黒蜥蜴（1990年、新派　脚本:三島由紀夫　演出：坂東玉三郎、福田逸）
- LOVE LETTERS（1991年、パルコ　作：A.R.ガーニー　演出：青井陽治）
- 気になるルイーズ[34]（1993年、博品館劇場　作：ジーン・ストーン、レイ・クーニー　演出：宮田慶子）
- 幻に心もそぞろ狂おしのわれら将門（1994年、青年座　作：清水邦夫　演出：石澤秀二）
- GHETTO/ゲットー（1995年、ひょうご舞台芸術　作：ジョシュア・ソボル　演出：栗山民也）
- シャドー・ランズ（1996年、ひょうご舞台芸術　作：ウィリアム・ニコルソン　演出：栗山民也）
- 華岡青洲の妻（1997年、中日劇場　原作：有吉佐和子　潤色・演出：鴨下信一）
- 海の沸点（1997年、地人会　作：坂手洋二　演出:栗山民也）
- 草原の恋歌-若き日のジンギスカン-（1997年、明治座　脚本：窪田篤人　演出：市川猿之助）
- 無法松の一生（1998年、青年座　脚本：西島大 演出：鈴木完一郎）
- 盟三五大切（1998年、青年座　原作：四世鶴屋南北 台本・演出：石澤秀二）
- 野望と夏草（1998年、新国立劇場　作：山崎正和　演出：西川信廣）
- 棋人（1999年、新国立劇場　作：過士行　演出：林兆華）
- 大菩薩峠（1999年、青年座　作：八木柊一郎　演出：鈴木完一郎）
- ペギーからお電話!?（2001年、ひょうご舞台芸術　作：アラン・プレイター　演出：鵜山仁）
- 櫻の園（2002年、新国立劇場　作：アントン・チェーホフ　演出：栗山民也）
- 夜への長い旅路（2000年、新国立劇場　作：ユージン・オニール　演出：栗山民也）
- ハムレット（2003年、世田谷パブリックシアター　作：ウィリアム・シェイクスピア　演出：ジョナサン・ケント）
- アントニーとクレオパトラ（2004年、エイコーン　作：ウィリアム・シェイクスピア　演出：アレクサンドル・マーリン）
- 殺陣師段平（2004年、青年座　作：長谷川幸延　補綴・演出：鈴木完一郎）
- 喪服の似合うエレクトラ（2004年、新国立劇場　作：ユージン・オニール　演出：栗山民也）
- KITCHEN キッチン（2005年、Bunkamura　作：アーノルド・ウェスカー　演出：蜷川幸雄）
- The Guys-消防士たち-（2007年、産經新聞社　作：アン・ネルソン　演出：菊地一浩）
- わが魂は輝く水なり（2008年、Bunkamura　作：清水邦夫　演出：蜷川幸雄）
- 人類館（2008年、青年座　作：知念正真　演出：菊地一浩　企画・演出協力：津嘉山正種）※ひとり語り「沖縄の魂」シリーズ第1弾として2018年に再演
- 10カウント（2010年、青年座　作：津嘉山正種　演出：栗田芳宏）
- 黄昏（2010年、青年座　作：アーネスト・トンプソン　演出：伊藤大）
- 国境のある家（2012年、青年座　作：八木柊一郎　演出：黒岩亮）
- システィーナ歌舞伎『主天童子』（2012年、松竹　作・演出：水口一夫）
- 天切り松 闇がたり「闇の花道」（2013年、青年座　作：浅田次郎　脚本・演出：栗田芳宏）
- 招かれざる客（2015年、青年座　作：ウィリアム・ローズ　翻訳：たかしまちせこ　台本・演出：津嘉山正種）
- 俺の酒が呑めない（2016年、青年座　作：古川貴義　演出：磯村純）
- 朝食まで居たら?（2016年、俳優座劇場/青年座　作：ジーン・ストーン、レイ・クーニー　翻訳台本：たかしまちせこ　演出：伊藤大）
- かあちゃん（2017年、青年座　作：山本周五郎　脚色：高木達　演出：津嘉山正種）
- 象の死（2018年、青年座　作：齋藤瑞穂　補綴：津嘉山正種　演出：菊地一浩）
- 沖縄の魂－瀬長亀次郎物語（2019年、青年座　作：謝名元慶福（原案）、津嘉山正種（構成台本）　演出：菊地一浩）※ひとり語り「沖縄の魂」シリーズ第2弾
- ある王妃の死（2022年、青年座　作：シライケイタ　演出：金澤菜乃英）
- 戦世を語る（2022年、青年座　作・演出：津嘉山正種　演出協力：菊地一浩）※ひとり語り「沖縄の魂」シリーズ第3弾
- 命口説（2023年、青年座　作：謝名元慶福（原案）、津嘉山正種（構成台本）　演出：津嘉山正種）※ひとり語り「沖縄の魂」シリーズ第4弾
- ロミオとジュリエット（2023年、CATプロデュース　作：ウィリアム・シェイクスピア　翻訳：松岡和子　演出：井上尊晶）※声の出演
- 10カウント ある老ボクサーの夢（2024年、青年座　作・演出：津嘉山正種　演出協力：菊地一浩）※ひとり語り「沖縄の魂」シリーズ第5弾
- 時計屋のある町で（2024年、マグマ∞　作・演出：ふたくちつよし）

### ドキュメンタリー
- きんくる 〜沖縄金曜クルーズ〜「作家・大城立裕〜沖縄を問い続けて〜」（NHK総合、2020年12月11日） - 朗読
- OTV報道スペシャル 『水どぅ宝』[35]（沖縄テレビ放送、2022年 5月28日）（フジテレビ 第31回FNSドキュメンタリー大賞ノミネート作品、2022年11月22日[7]） - 出演（水先案内人）
- ETV特集「隔離と戦禍〜沖縄 ハンセン病患者たちの受難〜」（Eテレ、2024年8月10日） - 朗読
- NHKスペシャル「新・ドキュメント太平洋戦争1945 終戦」（NHK総合、2025年8月15日） - 朗読

### バラエティ
- クイズ!脳ベルSHOW（BSフジ）（2018年9月3 - 4日）

### CM
- ネスレ日本『ネスカフェ・サンタマルタ』（2001年）
- 大和ハウス工業『企業』（2009年） - 監督 役
- 明治『XYLISH・ディープミント』（2012年）
- NTTドコモ『はじめてスマホプラン』（2021年 - ） - おじいちゃん 役

## 出演（声優）
太字はメインキャラクター。

### テレビアニメ
1976年
- ドカベン（1976年 - 1978年、影丸〈初代〉）
- ブロッカー軍団IVマシーンブラスター（ビリー剣城、ナレーター）

1977年
- 合身戦隊メカンダーロボ（オズメル大将軍）

1978年
- 超電磁マシーン ボルテスV（中村）

1980年
- ニルスのふしぎな旅（1980年 - 1981年、ニルスの父）

1981年
- 六神合体ゴッドマーズ（ゲル）

1983年
- レディジョージィ（父）

1986年
- 青春アニメ全集「伊豆の踊子」（栄吉）

1988年
- 宇宙伝説ユリシーズ31（ユリシーズ）

1989年
- 青いブリンク（ポポロン塾長）
- ルパン三世 バイバイ・リバティー・危機一発!（ジミー・カンツ）

1996年
- こちら葛飾区亀有公園前派出所（滝）

1997年
- ルパン三世 ワルサーP38（ドクター）

1999年
- 週刊ストーリーランド（ナレーション）

2002年
- Witch Hunter ROBIN（ジュリアーノ・コレグリ神父）
- サイボーグ009 THE CYBORG SOLDIER（青いけもの）

2004年
- 鋼の錬金術師（ハウスホーファー）

2006年
- 闘牌伝説アカギ 〜闇に舞い降りた天才〜（鷲巣巌）
- ルパン三世 セブンデイズ・ラプソディ（大佐）

2008年
- 逆境無頼カイジ（2008年 - 2011年、兵藤和尊） - 2シリーズ
- ゴルゴ13（レオン・ゴールドマン）
- 魔人探偵脳噛ネウロ（春川英輔 / 電人HAL）

2009年
- バトルスピリッツ 少年激覇ダン（ナレーション）

2010年
- ルパン三世 the Last Job（モルガーナ）

2011年
- Fate/Zero（間桐臓硯）

2015年
- まじっく快斗1412（ハリー・根津）

2016年
- PERSONA5 the Animation（2016年 - 2018年、イゴール〈ヤルダバオト〉） - 1シリーズ + 特別編

2018年
- 中間管理録トネガワ（兵藤和尊）
- ONE PIECE（2018年 - 2023年、ゴール・D・ロジャー〈2代目〉）

2020年
- のりものまん モービルランドのカークン（グレゴリー）

### 劇場アニメ
1979年
- がんばれ!!タブチくん!!

1983年
- 宇宙戦艦ヤマト 完結編（ルガールII世）

1986年
- 時空の旅人（セドウド・ジン）

1987年
- 迷宮物語「走る男」

1989年
- 聖闘士星矢 最終聖戦の戦士たち（ルシファー）

1992年
- 三国志 第一部・英雄たちの夜明け（呂布）

1994年
- ストリートファイターII MOVIE（ガイル）

1997年
- ジャングル大帝（レオ）

1998年
- 蓮如物語（蓮如〈壮年期〉）

2001年
- クレヨンしんちゃん 嵐を呼ぶ モーレツ!オトナ帝国の逆襲（ケン）
- ドラえもん のび太と翼の勇者たち（イカロス）

2002年
- エクスドライバー the Movie（リコ）
- 千年女優（傷の男）
- 名探偵コナン ベイカー街の亡霊（トマス・シンドラー）

2004年
- スチームボーイ（エドワード）

2005年
- 劇場版 鋼の錬金術師 シャンバラを征く者（カール・ハウスホーファー）

2016年
- GANTZ:O（ぬらりひょん）

2017年
- 劇場版 Fate/stay night [Heaven's Feel] I - III（2017年 - 2020年、間桐臓硯） - 3作品

2019年
- ONE PIECE STAMPEDE（ゴール・D・ロジャー）

### OVA
- 禁断の黙示録 クリスタル・トライアングル（1987年、神代耕一郎）
- デビルマン 誕生編（1987年、不動礼次郎）
- 沈黙の艦隊（1995年、海江田四郎[57]）
- 銀河英雄伝説（1997年、エルンスト・フォン・アイゼナッハ）
- サクラ大戦 ル・ヌーヴォー・巴里（2004年 - 2005年、トゥールネル）
- 真救世主伝説 北斗の拳 ユリア伝（2007年、ナレーション）

### Webアニメ
- 幕末機関説 いろはにほへと（2006年、ナレーション）
- ニンジャスレイヤー フロムアニメイシヨン（2015年、ラオモト・カン[58]）

### 特撮
- ウルトラマンアーク（2024年、白い仮面の男の声）

### ゲーム
1985年
- 宇宙戦艦ヤマト（ルガール・ド・ザール） - LDゲーム

2006年
- Fate/stay night [Réalta Nua]（間桐臓硯）
- とびだせ!トラぶる花札道中記（間桐臓硯）

2007年
- METAL GEAR SOLID Metal Gear Saga 20th Anniversary Collection（ナレーション）

2008年
- クレヨンしんちゃん 嵐を呼ぶ シネマランド カチンコガチンコ大活劇!
- 白騎士物語（エルドア）

2011年
- 第2次スーパーロボット大戦Z 破界篇 / 再世篇（2011年 - 2012年、ゲル） - 2作品

2016年
- ペルソナ5（イゴール / 統制神ヤルダバオト）
- 龍が如く6 命の詩。（巌見兵三 / 来栖猛）

2019年
- ペルソナ5 ザ・ロイヤル（イゴール / 統制神ヤルダバオト）

2020年
- とある魔術の禁書目録 幻想収束（僧正）
- サイバーパンク2077（荒坂三郎）
- ONE PIECE トレジャークルーズ（ゴール・D・ロジャー）

2021年
- 雀魂（鷲巣巌）

2022年
- 麻雀格闘倶楽部Sp（鷲巣巌）

2024年
- カイジ外伝：激熱の街（兵藤和尊）

### ドラマCD
- VIRTUAL SOUND MOVIE ゴルゴ13（1994年、ゴルゴ13）
- Sound Drama Fate/Zero（2008年 - 2010年、間桐臓硯） - 4作品
- Sound Drama Fate/Zero アンソロジードラマCD「間桐家の試練」（2012年、間桐臓硯） - 『コンプエース』2012年7月号付録
- ニンジャスレイヤー ザイバツ強襲！（2013年、ラオモト・カン[63]）
- 劇場版 Fate/stay night [Heaven's Feel] II.lost butterfly Original Drama CD「インタビュー 未推敲 掲載予定なし」（2019年、間桐臓硯）

### 吹き替え

#### 担当俳優
エド・ハリス
- アポロ13（ジーン・クランツ）※日本テレビ版
- ザ・ロック（フランシス・X・ハメル海兵隊准将）※日本テレビ版
- スターリングラード（エルヴィン・ケーニッヒ少佐）※日本テレビ版

エルヴィス・プレスリー
- アカプルコの海（マイク）
- ゴー!ゴー!ゴー!（テッド・ジャクソン）
- ガール!ガール!ガール!（ロス・カーペンター）

ガブリエル・バーン
- エンド・オブ・デイズ（サタン）※テレビ朝日版
- 仮面の男（ダルタニアン）
- シェイド（チャーリー・ミラー）
- 72時間（ジャック・マーロウ）
- ユージュアル・サスペクツ（ディーン・キートン）※ソフト版

ケビン・コスナー
- アンタッチャブル（エリオット・ネス）※テレビ東京版
- ウォーターワールド（マリナー）※テレビ東京版
- 追いつめられて（トム・ファレル）※テレビ東京版、テレビ朝日版（初のコスナー吹き替え）
- コーリング（ジョー・ダロウ）
- さよならゲーム（クラッシュ・デイヴィス）※テレビ朝日版、ANA機内上映版
- JFK（ジム・ギャリソン）※ソフト版、テレビ朝日版
- スコーピオン（トーマス・J・マーフィー）
- ダンス・ウィズ・ウルブズ（ジョン・ダンバー中尉 / 狼と踊る男）※ソフト版、日本テレビ版、テレビ朝日版
- ティン・カップ（ロイ・マカヴォイ）※ソフト版
- ネスト（ジョン・ジェームズ）
- パーフェクト・ワールド（ブッチ・ヘインズ）※ソフト版、テレビ東京版
- フィールド・オブ・ドリームス（レイ・キンセラ）※DVD版、VHS版、日本テレビ版
- ポストマン（ポストマン）※ソフト版、フジテレビ版
- ボディガード（フランク・ファーマー）※ソフト版、フジテレビ版、テレビ朝日版
- マン・オブ・スティール（ジョナサン・ケント）
- ラストミッション（イーサン・レナー）
- ラブ・オブ・ザ・ゲーム（ビリー・チャペル）※テレビ朝日版
- リベンジ（J・コクラン）※テレビ朝日版
- ロビン・フッド（ロビン・フッド）※ソフト版、テレビ東京版
- ワイアット・アープ（ワイアット・アープ）※ソフト版、テレビ東京版
- ワイルド・レンジ 最後の銃撃（チャーリー・ウェイト）

サム・エリオット
- 吸血の群れ（ピケット・スミス）
- シェイクダウン（リッチー・マークス）※テレビ朝日版
- プランサー トナカイの贈り物（ジョン・リッグス）※VHS・LD版
- マスク（ガー）

ジェフ・ブリッジス
- 白と黒のナイフ（ジャック・フォレスター）※テレビ朝日版
- スターマン/愛・宇宙はるかに（スターマン）※テレビ朝日版
- タッカー（プレストン・T・タッカー）※日本テレビ版（4Kレストア版DVD、BDに収録）
- トロン: レガシー（ケヴィン・フリン/クルー 2.0）※予告編

ジャン・マレー
- オルフェ（オルフェ）※TBS新録版
- 美女と野獣（野獣）※TBS版
- 悲恋（パトリス）※TBS版

ジョン・マルコヴィッチ
- 危険な関係（ヴァルモン子爵）
- シェルタリング・スカイ（ポート・モレスビー）
- ジキル&ハイド（ヘンリー・“ハリー”・ジキル博士 / エドワード・ハイド氏）
- レ・ミゼラブル（ジャベール警部）

チョウ・ユンファ
- いつの日かこの愛を（ルー）
- 男たちの挽歌 II（ケン）※TBS版
- 友は風の彼方に（チョウ）

ティモシー・ダルトン
- 愛と復讐のヒロイン（エドモンド）
- 007 リビング・デイライツ（ジェームズ・ボンド）※機内上映版2
- NHKドキュメント 野生発見の旅 オオカミとティモシー・ダルトン（本人）

ハリソン・フォード
- 推定無罪（ラスティ・サビッチ）※ソフト版
- フランティック（リチャード・ウォーカー医師）※TBS版
- ナバロンの嵐（バーンズビー中佐）※テレビ東京版

ピーター・フォンダ
- キャノンボール（イージーライダー）※フジテレビ版（ソフト収録）
- ダーティ・メリー/クレイジー・ラリー（ラリー・レイダー）※フジテレビ版（BD&DVD収録）
- タワー・ジャック（マイク・グラハム）
- ふたり（エバン・ボナー）※TBS版
- 未来世界（チャック・ブローニング）※日本テレビ版（BD収録）

ブルース・リー
- 死亡の塔（ビリー・ロー）（BD収録）
- 死亡遊戯（ビリー・ロー）（BD収録）
- ドラゴン怒りの鉄拳（チェン）※TBS版（BD収録）

マイケル・ダグラス
- ウォール街（ゴードン・ゲッコー）※テレビ朝日版（BD収録）
- ウォール・ストリート（ゴードン・ゲッコー）
- コーマ（マーク・ベローズ医師）
- 氷の微笑（ニック・カラン刑事）※機内上映版
- ナイルの宝石（ジャック・コルトン）※テレビ朝日版（HDリマスター版DVD収録）
- ロマンシング・ストーン 秘宝の谷（ジャック・コルトン）※テレビ朝日版（HDリマスター版DVD収録）

ライアン・オニール
- ザ・ドライバー（男）※テレビ朝日版
- 続・ある愛の詩（オリヴァー・バレット）
- ペーパー・ムーン（モーゼ・プレイ）※テレビ朝日版、TBS版（ソフト収録）
- メーン・イベント（エディ・スキャンロン）

リーアム・ニーソン
- 愛についてのキンゼイ・レポート（アルフレッド・キンゼイ）
- ギャング・オブ・ニューヨーク（ヴァロン神父）※ソフト版
- キングダム・オブ・ヘブン（ゴッドフリー・オブ・イベリン）
- サード・パーソン（マイケル）
- スター・ウォーズシリーズ（クワイ＝ガン・ジン）
  - スター・ウォーズ エピソード1/ファントム・メナス
  - スター・ウォーズ エピソード2/クローンの攻撃
  - スター・ウォーズ/クローン・ウォーズ
  - スター・ウォーズ/スカイウォーカーの夜明け
  - オビ＝ワン・ケノービ
  - スター・ウォーズ:テイルズ・オブ・ジェダイ

- セラフィム・フォールズ（カーヴァー）
- タイタンの戦い（ゼウス）※劇場公開版
- タイタンの逆襲（ゼウス）
- ナルニア国物語シリーズ（アスラン）
  - ナルニア国物語/第1章: ライオンと魔女
  - ナルニア国物語/第2章: カスピアン王子の角笛
  - ナルニア国物語/第3章: アスラン王と魔法の島

- バットマン ビギンズ（ヘンリー・デュカード / ラーズ・アル・グール）※日本テレビ版
- プルートで朝食を（リーアム神父）

リチャード・ギア
- 愛という名の疑惑（アイザック・バー博士）
- 愛と青春の旅だち（ザック・メイヨ）※フジテレビ版
- コットンクラブ（ディキシー・ドワイヤー）※TBS版
- シカゴ（ビリー・フリン）
- ジャッカル（デクラン・マルクィーン）※日本テレビ版
- Shall We Dance?（ジョン・クラーク）※ソフト版
- プロフェシー（ジョン・クライン）※テレビ東京版

リチャード・チェンバレン
- シンデレラ（プリンス・エドワード）※テレビ朝日版
- 狙撃者/ボーン・アイデンティティ（ジェイソン・ボーン）※テレビ朝日版
- レディ・カロライン（ジョージ・ゴードン・バイロン）

ロバート・デ・ニーロ
- アナライズ・ミー（ポール・ヴィッティ）※ソフト版
- エンゼル・ハート（ルイ・サイファー）※フジテレビ版（ソフト収録）
- カジノ（サム・“エース”・ロススティーン）
- コップランド（モー・ティルディン）※ソフト版
- ザ・ダイバー（ビリー・サンデー）
- ザ・ファン（ギル・レナード）※ソフト版
- ジャッキー・ブラウン（ルイス・ガーラ）
- タクシードライバー（トラヴィス・ビックル）※TBS版（40周年アニバーサリー・エディション版ブルーレイディスクの特典ディスクに収録）
- ヒート（ニール・マッコーリー）※ソフト版、テレビ朝日版
- フランケンシュタイン（クリーチャー）※ソフト版
- RONIN（サム）※フジテレビ版
- ワンス・アポン・ア・タイム・イン・アメリカ（デヴィッド・“ヌードルス”・アーロンソン）※テレビ朝日版

#### 映画
- 愛がこわれるとき（マーティン・バーニー〈パトリック・バーギン〉）※ソフト版
- 哀愁（ロイ・クローニン〈ロバート・テイラー〉）※日本テレビ版
- 愛と哀しみのボレロ（カール・クレーマー〈ダニエル・オルブリフスキー〉）
- 愛と野望のナイル（リチャード・フランシス・バートン〈パトリック・バーギン〉）
- アウト・フォー・ジャスティス（ジーノ・フェリーノ〈スティーヴン・セガール〉）※ソフト版
- 悪魔の墓場（ジョージ〈レイ・ラブロック〉）※テレビ東京版（HDリマスター版DVD収録）
- アニー（ロバート・テイラー）
- アニマル大戦争（フランク・ヤング〈ジョン・セダー〉）※テレビ朝日版（DVD収録）
- 荒馬と女（パース・ハウランド〈モンゴメリー・クリフト〉）※TBS版（ソフト収録）
- 暗殺の森（リノ）
- イースターラビットのキャンディ工場（ヘンリー・オヘア〈ゲイリー・コール〉）
- イルカの日（デイヴィッド〈ジョン・コークス〉）※LD版
- イングリッシュ・ペイシェント（アルマシー〈レイフ・ファインズ〉）※ソフト版
- 宇宙からのツタンカーメン（ダグラス・マッカデン教授〈ベン・マーフィ〉）
- 宇宙戦争（ナレーター〈モーガン・フリーマン〉）
- 栄光のル・マン（マイケル・ディレイニー〈スティーブ・マックイーン〉）※日本テレビ版
- エクスカリバー（ランスロット〈ニコラス・クレイ〉）※テレビ朝日版
- エクソシスト ビギニング（ランカスター・メリン神父〈ステラン・スカルスガルド〉）
- エメラルド・フォレスト（ビル・マーカム〈パワーズ・ブース〉）
- エル・シド（アルフォンソ6世〈ジョン・フレイザー〉）※テレビ東京版
- エル・ドラド（ミシシッピ〈ジェームズ・カーン〉）※日本テレビ版
- オーメン/最後の闘争（ダミアン・ソーン〈サム・ニール〉）※日本テレビ版
- 王になろうとした男（ラドヤード・キップリング〈クリストファー・プラマー〉）※テレビ朝日版
- 大いなる男たち（ブルー・ボーイ〈ロマン・ガブリエル〉）
- おかしな泥棒 ディック&ジェーン（ディック〈ジョージ・シーガル〉）
- 男が女を愛する時（マイケル・グリーン〈アンディ・ガルシア〉）
- 怪奇!吸血人間スネーク（デヴィッド・ブレイク〈ダーク・ベネディクト〉[75]）
- カサブランカ（リック・ブレイン〈ハンフリー・ボガート〉）※テレビ東京版（BD収録）
- カプリコン・1（ピーター・ウィリス〈サム・ウォーターストン〉）※機内上映版
- 華麗なる陰謀（ハブ・スミス〈クリス・クリストファーソン〉）
- ガンジー（ジャワハルラール・ネルー〈ロシャン・セス〉）※フジテレビ版
- キャノンボール（キャノンボールの主催者、ジョニー・ユン）※フジテレビ版（パラマウントDVD・通常版&エクストリーム・エディションBD収録、Netflixで配信）
- キューティ・ブロンド（キャラハン校長〈ヴィクター・ガーバー〉）※日本テレビ版
- 虚栄のかがり火（ピーター・ファロー〈ブルース・ウィリス〉）
- キング・コング（ジャック・ドリスコル〈ブルース・キャボット〉）※TBS版
- グッド・ウィル・ハンティング/旅立ち（ジェラルド・ランボー〈ステラン・スカルスガルド〉）
- 刑事（ディオメデ〈ニーノ・カステルヌオーヴォ〉）
- コイサンマン（スティーブ） ※ビデオ版（「マーシーのファミリー吹替版」）
- 恋人たち（ベルナール〈ジャン・マルク・ボリー〉）
- ゴールド（スレーター〈ロジャー・ムーア〉）
- コマンドー軍団2（フリオ神父〈マンフレッド・レーマン〉）
- 最前線物語（ザブ〈ロバート・キャラダイン〉）※TBS版
- サウス・キャロライナ/愛と追憶の彼方（トム・ウィンゴ〈ニック・ノルティ〉）
- ザ・ガン 運命の銃弾（ウェイン）
- ザ・キープ（グレッケン・トリスメグストゥス〈スコット・グレン〉）
- サザン・コンフォート（スペンサー〈キース・キャラダイン〉）※毎日放送版
- ザ・デイ・アフター（ハチヤ博士〈カルヴィン・ファン〉）
- サテリコン（アシルト〈ハイラム・ケラー〉）
- サハラに舞う羽根（将軍〈ティム・ピゴット＝スミス〉）※テレビ東京版
- ザ・フライ（セス・ブランドル〈ジェフ・ゴールドブラム〉）※フジテレビ版（DVD・BD収録）
- シェナンドー河（ジェームズ・アンダーソン〈パトリック・ウェイン〉）※テレビ東京版
- ジェリコ・マイル/獄中のランナー（ラリー・マーフィ〈ピーター・ストラウス〉）
- 地獄に堕ちた勇者ども（ヘルベルト・タルマン）
- 七人の特命隊（ホーギー〈フランコ・チッティ〉）※フジテレビ版（DVD収録）
- 死の標的（ジョン・ハッチャー〈スティーヴン・セガール〉）※ソフト版
- ジャクソン・ジェイル（英語版）（コーリー〈トミー・リー・ジョーンズ〉）
- ジャンヌ・ダルク（ジャンヌの良心〈ダスティン・ホフマン〉）※日本テレビ版
- シャンプー（ジョージ〈ウォーレン・ベイティ〉）
- ジョーズ（マーティン・ブロディ〈ロイ・シャイダー〉）※TBS版
- シルミド/SILMIDO（チェ・ジェヒョン〈アン・ソンギ〉）※ソフト版
- 新・悪魔の棲む家（ドワイト〈ロバート・ヴィハーロ〉）
- 新・おしゃれ泥棒（ハワード・チェサー〈チャールズ・グローディン〉）※テレビ東京版（DVD収録）
- スウィッチ/素敵な彼女?（ウォルター・ストーン〈ジミー・スミッツ〉）
- スティング（ヘンリー・ゴンドーフ〈ポール・ニューマン〉）※テレビ朝日版（思い出の復刻版ブルーレイ収録）
- スネーキーモンキー 蛇拳（シャンカンイーユン〈ウォン・チェンリー〉）
- スピーシーズ 種の起源（ザビエ・フィッチ〈ベン・キングズレー〉）※ソフト版
- スペースバンパイア（トム・カールセン大佐〈スティーヴ・レイルズバック〉）※テレビ朝日旧録版
- スペシャリスト（ネッド・トレント〈ジェームズ・ウッズ〉）※テレビ朝日版
- スリーメン&ベビー（ピーター〈トム・セレック〉）※フジテレビ版
- センチメンタル・アドベンチャー（レッド・ストーバル〈クリント・イーストウッド〉）
- 卒業の朝（ウィリアム・ハンダート〈ケヴィン・クライン〉）
- ゾンビ（スティーヴン・アンドリュース〈デビッド・エンゲ〉）※テレビ東京版
- ダーティハリー2（マイク・グライムズ〈ロバート・ユーリック〉）※フジテレビ版
- ターミネーター2（T-800〈アーノルド・シュワルツェネッガー〉）※ソフト版1
- 太陽の雫（ゾンネンシェイン・イグナーツ / ショルシュ・アーダーム / ショルシュ・イヴァーン〈レイフ・ファインズ〉）
- タッチダウン（シェイク〈クリス・クリストファーソン〉）
- ダニエル・スティール/ファミリー・ゲーム〜美しき選択〜（ピーター〈マイケル・ヌーリー〉）※テレビ東京版
- 小さな目撃者（トム〈トニー・ボナー〉）
- 地球に落ちて来た男（トーマス・ジェローム・ニュートン〈デヴィッド・ボウイ〉）
- 地中海殺人事件（パトリック・レッドファン〈ニコラス・クレイ〉）
- ディープ・ブルー（ナレーション〈マイケル・ガンボン〉）
- テス（アレック・ダーバヴィル）リー・ローソン
- 天国の青い蝶（英語版）（アラン・オズボーン〈ウィリアム・ハート〉）
- テンタクルズ（マイク〈アラン・ボイド〉）※東京12チャンネル版
- トータル・フィアーズ（ロバート・ファウラー〈ジェームズ・クロムウェル〉）※ソフト版、（ナレーション）※フジテレビ版
- トゥームストーン（ワイアット・アープ〈カート・ラッセル〉）
- 遠い夜明け（ドナルド・ウッズ〈ケヴィン・クライン〉）※日本テレビ版
- ドラキュラ（ジョナサン・ハーカー〈トレヴァー・イヴ〉）※テレビ朝日版（BD収録）
- ドラキュラ（ドラキュラ伯爵〈ゲイリー・オールドマン〉）※ビデオ・DVD通常盤
- ドランクモンキー 酔拳（殺し屋鉄心〈ウォン・チェンリー〉）※フジテレビ版
- ナイトホークス（ウルフガー〈ルトガー・ハウアー〉）※フジテレビ版
- ナイル殺人事件 (1978年の映画)（ジェームズ・ファーガスン〈ジョン・フィンチ〉）※テレビ朝日版（KADOKAWA盤BD収録）
- ナバロンの要塞（キース・マロリー大尉〈グレゴリー・ペック〉）※TBS版
- ニードフル・シングス（リーランド・ゴーント〈マックス・フォン・シドー〉）
- ニューヨーク一獲千金（英語版）（ウォルター〈エリオット・グールド〉）
- ハエ男の恐怖（フランソワ・デランブル〈ヴィンセント・プライス〉）※日本テレビ版
- バスカヴィルの獣犬（シャーロック・ホームズ〈リチャード・ロクスバーグ〉）
- 八点鐘が鳴るとき（ハンズレット〈コリン・レッドグレイヴ〉）※テレビ朝日版（DVD収録）
- バニシング（トニー〈レイ・ラブロック〉）※日本テレビ版（DVD収録）
- バニシングin60″（ユージーン〈ジェリー・ドージラーダ〉）※日本テレビ版（BD収録）
- パピヨン（ルイ・ドガ〈ダスティン・ホフマン〉）※機内上映版
- 薔薇の名前（ベルナール・ギー〈F・マーリー・エイブラハム〉）※テレビ朝日版
- パリは燃えているか（ワレンGI〈アンソニー・パーキンス〉）
- HERO（秦王〈チェン・ダオミン〉）
- ビッグ・ウェンズデー（ナレーション〈ロバート・イングランド〉）※日本テレビ版
- ファイナル・ミッション（ディーコン〈リチャード・ヤング〉）
- フクロウと子猫ちゃん（フェリックス〈ジョージ・シーガル〉）
- ブラックホーク・ダウン（ウィリアム・F・ガリソン少将〈サム・シェパード〉）※テレビ東京版（TV吹替初収録特別版 4K Ultra HD+ブルーレイ収録）
- ブラックホール（チャールズ・パイザー中尉〈ジョセフ・ボトムズ〉）※フジテレビ版
- フランケンシュタイン/禁断の時空（英語版）（ジョー・ブキャナン〈ジョン・ハート〉）
- フリージャック（ヴァセンダック〈ミック・ジャガー〉）※VHS版
- ボー・ジェスト（ジョン・ジェスト〈レイ・ミランド〉）
- ホーリー・スモーク（P・J・ウォーターズ〈ハーヴェイ・カイテル〉）
- 墨攻（巷淹中〈アン・ソンギ〉）
- 炎のエクスタミネーター・非情の黙示録（トーマス・マッケイン〈ロバート・ギンティ〉）
- マスク・オブ・ゾロ（ドン・ディエゴ・デ・ラ・ベガ〈アンソニー・ホプキンス〉）※ソフト版
- マッドストーン（葬儀屋〈サンディ・ハーバット〉）※TBS版（ソフト収録）
- マッドライダー（イタリア語版）（エイリアン）
- 摩天楼ブルース（トミー・ギャンブル〈ジャン＝マイケル・ヴィンセント〉）
- 真夜中の処刑ゲーム（ホレイショ〈トム・ナディーニ〉）※テレビ朝日版（ソフト収録）
- ミイラ怪人の呪い（ポール・プレストン〈デヴィッド・バック〉）※テレビ東京版
- 見えない恐怖（スティーブ〈ノーマン・エシュリー〉）
- ミザリー（ポール・シェリダン〈ジェームズ・カーン〉）※ビデオ、旧DVD版
- ミスター・ノーボディ（ノーボディ〈テレンス・ヒル〉）※テレビ朝日版
- 未来警察（ジャック・ラムゼイ警部補〈トム・セレック〉）※テレビ朝日版
- メジャーリーグ（ジェイク・テイラー〈トム・ベレンジャー〉）※ソフト版
- 燃えよデブゴン 豚だカップル拳（ガッツ/槍王〈ラウ・カーウィン〉）※フジテレビ版
- U・ボート（第一当直士官〈フーベルトゥス・ベンクシュ〉）※フジテレビ版
- 遊星からの物体X（R・J・マクレディ〈カート・ラッセル〉）※フジテレビ版（後に追加収録の上でNetflix配信、思い出の復刻版ブルーレイに初回版収録）
- ユナイテッド93（ベン・スライニー）※テレビ東京版
- 4人目の賢者（アルタバン〈マーティン・シーン〉）
- ライアンの娘（ランドルフ・ドリアン〈クリストファー・ジョーンズ〉）※日本テレビ版（DVD収録）
- ラストUボート（ドイツ語版）（ゲルバー艦長〈ウルリッヒ・ミューエ〉）※NHK版
- ラフ・カット（ジャック〈バート・レイノルズ〉）
- 類猿人ターザン（ハリー・ホルト〈ジョン・フィリップ・ロー〉）※テレビ朝日版
- レーシング・ストライプス（サー・トレントン〈フレッド・ダルトン・トンプソン〉）※ソフト版
- レッド・バロン（マンフレート・フォン・リヒトホーフェン〈ジョン・フィリップ・ロー〉）※TBS版（日活盤DVD収録）
- レディL（アーマンド・デニス〈ポール・ニューマン〉）※TBS版
- レディホーク（エチエンヌ・ナバール〈ルトガー・ハウアー〉）※テレビ朝日版
- ローマの休日（ジョー・ブラッドレー〈グレゴリー・ペック〉）※TBS版、日本テレビ版
- 六番目の男（英語版）（ジョニー〈ウィリアム・キャンベル〉）
- ロボコップ（アレックス・マーフィー / ロボコップ〈ピーター・ウェラー〉）※ビデオ版（日本語吹替完全版ブルーレイBOX収録）
- 若き勇者たち（アンディ・タナー中佐〈パワーズ・ブース〉）※TBS版

#### ドラマ
- 愛と殺意の海域（チャールズ〈ピーター・ストラウス〉）
- ER XII 緊急救命室 第258話（ネイト・レノックス〈ジェームズ・ウッズ〉）
- イニョプの道（太祖〈イ・ドギョン〉）
- 宇宙清掃株式会社 サルベージ・ワン パイロット版（スキップ・カーマイケル）
- M&A/タイパンと呼ばれた男（イアン〈ピアース・ブロスナン〉）
- オデュッセイア/魔の海の大航海（英語版）（オデュッセウス〈アーマンド・アサンテ〉）
- 刑事コジャック（ボビィ・クロッカー刑事〈ケヴィン・ドブスン〉）
- 刑事コロンボシリーズ
  - 悪の温室（ケン・ニコルズ〈ウイリアム・スミス〉）※NHK版
  - 溶ける糸（ハリー・アレギザンダー〈ジャレッド・マーティン〉）
- ケインとアベル（サディアス・コーエン〈ロン・シルヴァー〉）
- 豪華客船ゴライアス号の奇跡（ピーター・キャボット〈マーク・ハーモン〉）
- こちらブルームーン探偵社
  - シーズン1 #2（マイケル・ライ）
  - シーズン5 #12（ドネガン刑事）
- ザ・シークレット/狙われた美人妻（シド〈ロニー・コックス〉）
- 新エアーウルフ 復讐編（セント・ジョン・ホーク〈バリー・ヴァン・ダイク（英語版）〉）
- 青春の城 コビントン・クロス（ワイアット卿）
- 戦争の嵐（バイロン・ヘンリー〈ジャン＝マイケル・ヴィンセント〉）
- 地上最強の美女バイオニック・ジェミー シーズン1 #2（ドナルド・ハリス）
- ナイトライダー シーズン3 第1話（デビッド・ホルストン博士）
- フェーム/青春の旅立ち シーズン1 #12（ジェフ・ハリス〈ブライアン・パトリック・クラーク〉）
- フリッパー（英語版）（キース・リックス）
- フロム・ジ・アース/人類、月に立つ（クリス・クラフト〈スティーヴン・ルート〉）
- 幻想のドリアン・グレイ（ヘンリー・ロード〈アンソニー・パーキンス〉）
- 名探偵ポワロ
  - 「スズメバチの巣」（ハリスン）
  - 「白昼の悪魔」（ケネス・マーシャル）
- レース 第2章 冷酷な愛の復讐（ローリー〈クリストファー・カザノフ〉）
- ロビン・クックの“医療過誤”（ジェフリー〈ティム・マシスン〉）
- ONE PIECE（ゴールド・ロジャー〈マイケル・ドーマン〉[76]）

#### アニメ
- イエロー・サブマリン（ジョン・レノン）
- スター・ウォーズ・シリーズ（クワイ＝ガン・ジン）
  - スター・ウォーズ クローン大戦
  - スター・ウォーズ/クローン・ウォーズ
  - LEGO スター・ウォーズ/ホリデー・スペシャル
  - スター・ウォーズ：テイルズ・オブ・ジェダイ（村の男性）
- トレジャー・プラネット（ナレーション）
- ポカホンタス（チーフ・パウアタン首長）
  - ポカホンタスII/イングランドへの旅立ち

### ナレーション
- JAL音舞台シリーズ（毎日放送）
- 美の京都遺産（毎日放送）
- 日本の名峰・絶景探訪（BS-TBS）
- ウォーターワールド（ナレーション） ※ユニバーサル・スタジオ・ジャパンのアトラクション

### ラジオ番組
- クロスオーバーイレブン（NHK-FM）[6] - 5代目ナレーター
- 問われる“殉国と美談” 沖縄戦後80年（NHKラジオ第1放送、2025年8月15日） - 語り

### ラジオドラマ
- FMシアター（NHK-FM）
  - 海の雪（1989年8月5日）
  - 愚者たち（1995年12月16日）
  - キャパになれなかったカメラマン（2010年9月11日）
  - うらぼんえの帰還兵（2021年9月4日）
  - HOME～宮崎の中の故郷(オキナワ)～（2022年8月20日）
- 青春アドベンチャー
  - 赤と黒（2004年） - ラ・モール侯爵
  - プラハの春（2006年） - ハベル大統領、ドクチェク第一書記

### CM
- アップルジャパン株式会社『What is iPad?』（2010年） - ナレーション
- ウマ娘プリティーダービー（2021年） - ナレーション

## 受賞歴
- 第30回 紀伊國屋演劇賞 個人賞（『GHETTO/ゲットー』）
- 第4回 読売演劇大賞 最優秀男優賞（『シャドー・ランズ』）
- 第61回 芸術選奨文部科学大臣賞（『黄昏』）
- 第15回 声優アワード功労賞[77]